# Bouguenais
Bouguenais ist eine französische Stadt mit 20.590 Einwohnern (Stand 1. Januar 2022) im Département Loire-Atlantique in der Region Pays de la Loire. Sie liegt südlich der Provinzhauptstadt Nantes. Bouguenais ist aus zwei ursprünglich unabhängigen Kommunen zusammengewachsen, Bouguenais les couëts und Bouguenais bourg. Auch wenn diese beiden Teile heute eine einzige Stadt bilden, ist es immer noch üblich, von diesen als jeweils eigene Kommunen zu sprechen.

## Bevölkerungsentwicklung
| Jahr                       | 1962 | 1968   | 1975   | 1982   | 1990   | 1999   | 2006   | 2017   |
| Einwohner                  | 8777 | 10.047 | 11.684 | 14.043 | 15.099 | 15.631 | 16.503 | 19.331 |
| Quellen: Cassini und INSEE |      |        |        |        |        |        |        |        |

## Städtepartnerschaft
Seit 1989 besteht eine Partnerschaft mit der hessischen Stadt Ginsheim-Gustavsburg.

## Sehenswürdigkeiten

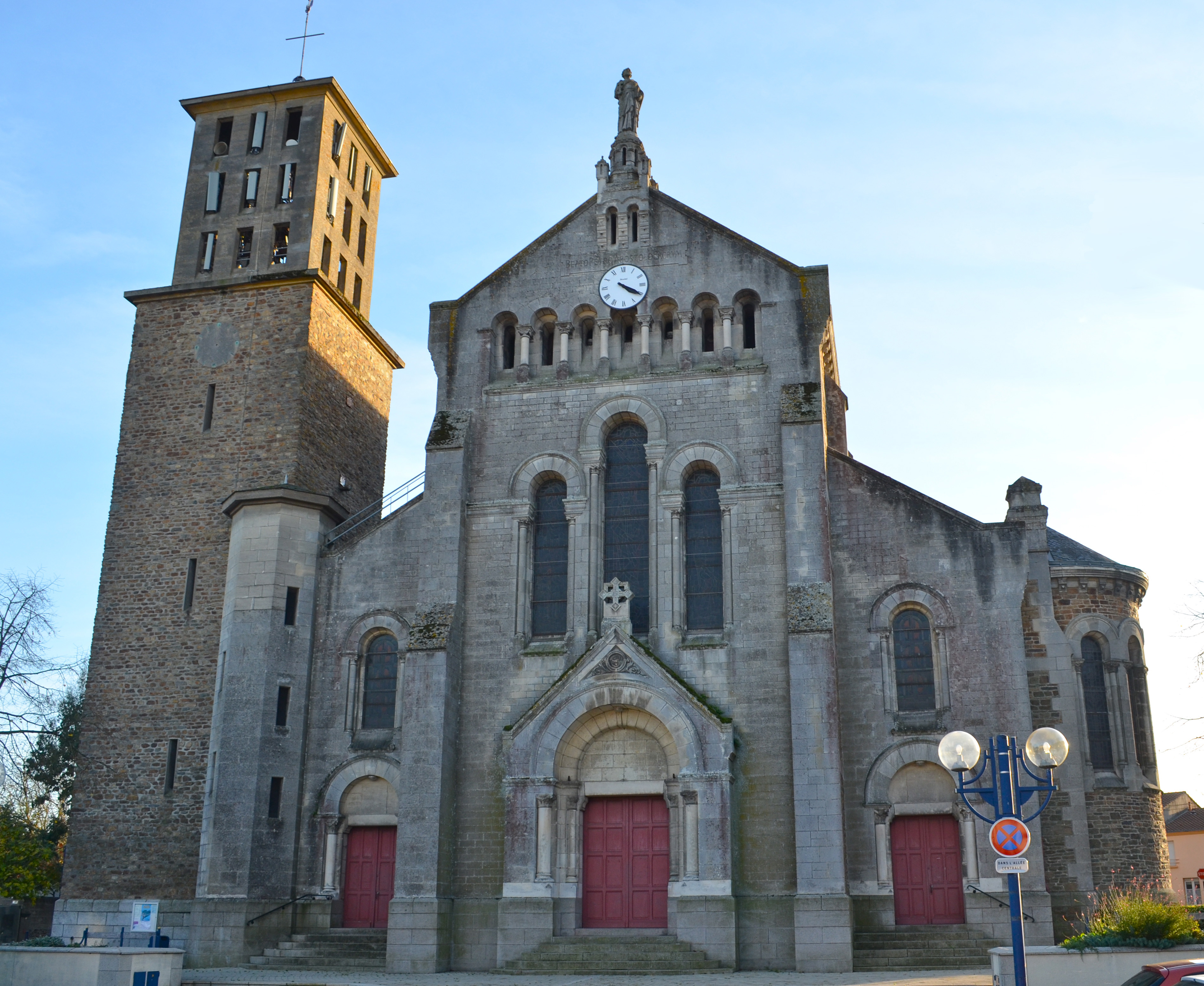
Kirche Saint-Pierre

- Kirche Saint-Pierre